# Você Se Lembra?
Você se Lembra? foi um game show brasileiro, criado a partir do formato original conhecido como Amne$ia. O programa foi criado por Mark Burnett. No Brasil, o programa foi apresentado pelo humorista Zé Américo, no SBT entre 6 de julho de 2009e 22 de fevereiro de 2010.

## Formato
Rodadas
- Você em 60 segundos: 60 segundos para responder a seis perguntas, que valiam 500 reais.
- Rodada 1: quatro perguntas de R$ 1 mil.
- Rodada 2: quatro perguntas de R$ 2 mil.
- Rodada 3: quatro perguntas de R$ 3 mil.

Se o participante acertasse, o valor se acumulava no banco para a rodada final.
Na rodada final eram três perguntas:
- Pergunta 1 = R$ 20 mil
- Pergunta 2 = R$ 30 mil
- Pergunta 3 = R$ 50 mil

O apresentador e nem a produção do programa sabiam quais as perguntas, se eram de nível fácil, médio ou difícil. Era questão de sorte do participante. Ou seja, ele podia escolher a pergunta de R$ 20 mil e ser a mais difícil, ou escolher a de R$ 50 mil e ser muito fácil. 
Se errasse alguma pergunta da rodada final, o valor descontava no banco e caso o total do banco fosse zero, o jogo acabava, ficando só com o dinheiro do "Você em 60 segundos", no qual, esse dinheiro não ficava na contabilidade.

## Temporadas

### 1ª temporada
Estreou no dia 6 de julho de 2009, com 14 episódios. Seu primeiro participante foi Roberto Justus, recém contratado do SBT. Seu maior prêmio foi de 115 mil reais, dado à cantora e apresentadora Kelly Key; episódio que chegou ficar a vice liderança na audiência.O último participante da temporada foi João Gordo, apresentador de televisão.

### 2ª temporada
Estreou no dia 19 de outubro de 2009, com 6 episódios. Sua primeira participante foi Scheila Carvalho, cantora e apresentadora. O maior prêmio da temporada foi dado ao grupo musical KLB, com 57 mil reais. A última participante foi a cantora e daçarina Gretchen.

### 3ª temporada
Estreou no dia 30 de novembro de 2009, com 13 episódios. Seu primeiro participante foi o jornalista e radialista Jorge Kajuru. Seu maior prêmio foi dado ao futebolista e comentarista  Marcelinho Carioca, com 72 mil reais. A última participante foi a humorista Nany People.

## Participantes

### 1ª temporada
| Data  | Participante              | Profissão                 | Você em 60 segundos | Rodada 1 | Rodada 2 | Rodada 3 | Três Rodadas | Rodada Final 20 mil | Rodada Final 30 mil | Rodada Final 50 mil | Prêmio Final (R$) | Posição |
| ----- | ------------------------- | ------------------------- | ------------------- | -------- | -------- | -------- | ------------ | ------------------- | ------------------- | ------------------- | ----------------- | ------- |
| 06/07 | Roberto Justus            | Apresentador e empresário | 3 mil               | 2 mil    | 8 mil    | 6 mil    | 16 mil       | Acertou             | Acertou             | Desistiu            | 66 mil            | 4       |
| 13/07 | Eliana                    | Apresentadora             | 1.000               | 2 mil    | 4 mil    | 6 mil    | 12 mil       | Errou               | Não respondeu       | Não respondeu       | Zero              | 19      |
| 20/07 | Celso Portiolli           | Apresentador Radialista   | 3 mil               | 2 mil    | 8 mil    | 3 mil    | 13 mil       | Acertou             | Errou               | Acertou             | 53 mil            | 7       |
| 27/07 | Kelly Key                 | Cantora                   | 2.500               | 2 mil    | 4 mil    | 9 mil    | 15 mil       | Acertou             | Acertou             | Acertou             | 115 mil           | 1       |
| 03/08 | Ratinho                   | Apresentador              | 1.000               | 3 mil    | 4 mil    | 6 mil    | 13 mil       | Acertou             | Errou               | Errou               | Zero              | 19      |
| 10/08 | Isabella Fiorentino       | Apresentadora Modelo      | 2.500               | 4 mil    | 6 mil    | 9 mil    | 19 mil       | Errou               | Não respondeu       | Não respondeu       | Zero              | 19      |
| 17/08 | José Luiz Datena          | Jornalista Apresentador   | 1.500               | 3 mil    | 6 mil    | 3 mil    | 12 mil       | Errou               | Não respondeu       | Não respondeu       | Zero              | 19      |
| 24/08 | Carlos Alberto de Nóbrega | Apresentador comediante   | 2.500               | 3 mil    | 6 mil    | 9 mil    | 18 mil       | Acertou             | Desistiu            | Não respondeu       | 38 mil            | 11      |
| 31/08 | Sérgio Mallandro          | Humorista Apresentador    | 2 mil               | 4 mil    | 6 mil    | 12 mil   | 22 mil       | Acertou             | Desistiu            | Não respondeu       | 42 mil            | 9       |
| 07/09 | Thaís Pacholek            | Atriz                     | 2 mil               | 2 mil    | 8 mil    | 6 mil    | 16 mil       | Acertou             | Acertou             | Desistiu            | 66 mil            | 4       |
| 14/09 | Moacyr Franco             | Humorista Ator            | 3 mil               | 3 mil    | 4 mil    | 9 mil    | 16 mil       | Desistiu            | Não respondeu       | Não respondeu       | 16 mil            | 18      |
| 21/09 | Simony                    | Cantora Apresentadora     | 2 mil               | 2 mil    | 6 mil    | 12 mil   | 20 mil       | Acertou             | Acertou             | Errou               | 20 mil            | 15      |
| 28/09 | Netinho de Paula          | Cantor Apresentador       | 1.500               | 2 mil    | 6 mil    | 3 mil    | 11 mil       | Acertou             | Errou               | Acertou             | 51 mil            | 8       |
| 05/10 | João Gordo                | Apresentador Músico       | 3 mil               | 2 mil    | 8 mil    | 6 mil    | 16 mil       | Acertou             | Acertou             | Desistiu            | 66 mil            | 4       |

### 2ª temporada
| Data  | Participante       | Profissão                              | Você em 60 segundos | Rodada 1 | Rodada 2 | Rodada 3 | Três Rodadas | Rodada Final 20 mil | Rodada Final 30 mil | Rodada Final 50 mil | Prêmio Final (R$) | Posição |
| ----- | ------------------ | -------------------------------------- | ------------------- | -------- | -------- | -------- | ------------ | ------------------- | ------------------- | ------------------- | ----------------- | ------- |
| 19/10 | Scheila Carvalho   | Dançarina Apresentadora                | 2 mil               | 3 mil    | 6 mil    | 9 mil    | 18 mil       | Acertou             | Desistiu            | Não respondeu       | 38 mil            | 11      |
| 26/10 | Mara Maravilha     | Cantora                                | 1.500               | 3 mil    | 6 mil    | 12 mil   | 21 mil       | Errou               | Acertou             | Desistiu            | 31 mil            | 14      |
| 02/11 | Cacá Rosset        | Ator                                   | 3 mil               | 4 mil    | 6 mil    | 6 mil    | 16 mil       | Desistiu            | Não respondeu       | Não respondeu       | 16 mil            | 18      |
| 09/11 | Jackeline Petkovic | Radialista Apresentadora Cantora Atriz | 3 mil               | 3 mil    | 8 mil    | 6 mil    | 17 mil       | Acertou             | Acertou             | Errou               | 17 mil            | 17      |
| 16/11 | KLB                | Grupo Musical                          | 3 mil               | 3 mil    | 8 mil    | 6 mil    | 17 mil       | Acertaram           | Erraram             | Acertaram           | 57 mil            | 6       |
| 23/11 | Gretchen           | Atriz Cantora Dançarina                | 2 mil               | 3 mil    | 8 mil    | 9 mil    | 20 mil       | Errou               | Não respondeu       | Não respondeu       | Zero              | 19      |

### 3ª temporada
| Data                    | Participante       | Profissão                             | Você em 60 segundos | Rodada 1 | Rodada 2 | Rodada 3 | Três Rodadas | Rodada Final 20 mil | Rodada Final 30 mil | Rodada Final 50 mil | Prêmio Final (R$) | Posição |
| ----------------------- | ------------------ | ------------------------------------- | ------------------- | -------- | -------- | -------- | ------------ | ------------------- | ------------------- | ------------------- | ----------------- | ------- |
| 30 de novembro de 2009  | Jorge Kajuru       | Jornalista Radialista Apresentador    | 2.500               | 4 mil    | 6 mil    | 9 mil    | 19 mil       | Errou               | Não respondeu       | Não respondeu       | Zero              | 19      |
| 7 de dezembro de 2009   | Latino             | Cantor                                | 2.500               | 4 mil    | 8 mil    | 3 mil    | 15 mil       | Acertou             | Errou               | Errou               | Zero              | 19      |
| 14 de dezembro de 2009  | Regis Danese       | Cantor                                | 2.500               | 4 mil    | 8 mil    | 6 mil    | 18 mil       | Desistiu            | Não respondeu       | Não respondeu       | 18 mil            | 16      |
| 21 de dezembro de 2009  | Fafá de Belém      | Cantora                               | 3 mil               | 2 mil    | 6 mil    | 12 mil   | 20 mil       | Acertou             | Acertou             | Errou               | 20 mil            | 15      |
| 28 de dezembro de 2009  | Cezar & Paulinho   | Dupla sertaneja                       | 3 mil               | 3 mil    | 8 mil    | 9 mil    | 20 mil       | Acertaram           | Desistiram          | Não responderam     | 40 mil            | 10      |
| 4 de janeiro de 2010    | Paulo Ricardo      | Cantor                                | 3 mil               | 4 mil    | 8 mil    | 12 mil   | 24 mil       | Errou               | Acertou             | Errou               | Zero              | 19      |
| 11 de janeiro de 2010   | Rodriguinho        | Cantor                                | 2 mil               | 4 mil    | 4 mil    | 12 mil   | 20 mil       | Errou               | Não respondeu       | Não respondeu       | Zero              | 19      |
| 18 de janeiro de 2010   | Carla Perez        | Apresentadora Atriz Cantora Dançarina | 2.500               | 4 mil    | 8 mil    | 9 mil    | 21 mil       | Acertou             | Acertou             | Desistiu            | 71 mil            | 3       |
| 25 de janeiro de 2010   | Marcelinho Carioca | Futebolista Comentarista              | 1.500               | 2 mil    | 8 mil    | 12 mil   | 22 mil       | Acertou             | Acertou             | Desistiu            | 72 mil            | 2       |
| 1 de fevereiro de 2010  | Leo Jaime          | Ator Cantor Compositor Jornalista     | 2 mil               | 4 mil    | 8 mil    | 12 mil   | 24 mil       | Errou               | Acertou             | Desistiu            | 34 mil            | 12      |
| 8 de fevereiro de 2010  | Reginaldo Rossi    | Cantor                                | 3 mil               | 4 mil    | 6 mil    | 12 mil   | 22 mil       | Errou               | Acertou             | Desistiu            | 32 mil            | 13      |
| 15 de fevereiro de 2010 | Christina Rocha    | Apresentadora Jornalista              | 3 mil               | 4 mil    | 4 mil    | 12 mil   | 20 mil       | Errou               | Não respondeu       | Não respondeu       | Zero              | 19      |
| 22 de fevereiro de 2010 | Nany People        | Humorista Drag queen                  | 2.500               | 3 mil    | 8 mil    | 9 mil    | 20 mil       | Acertou             | Errou               | Acertou             | 60 mil            | 5       |

## Todos os prêmios

### 1ª temporada
- 01º) R$ 115.000 Kelly Key
- 02°) R$ 66.000 Roberto Justus, Thaís Pacholek e João Gordo
- 03°) R$ 53.000 Celso Portiolli
- 04°) R$ 51.000 Netinho de Paula
- 05°) R$ 42.000 Sergio Mallandro
- 06º) R$ 38.000 Carlos Alberto de Nóbrega
- 07°) R$ 20.000 Simony
- 08º) R$ 16.000 Moacyr Franco
- 09º) Zero Eliana, Isabella Fiorentino, José Luiz Datena e Ratinho

### 2ª temporada
- 01º) R$ 57.000 KLB
- 02º) R$ 38.000 Scheila Carvalho
- 03º) R$ 31.000 Mara Maravilha
- 04º) R$ 17.000 Jackeline Petkovic
- 05º) R$ 16.000 Cacá Rosset
- 06º) Zero Gretchen

### 3ª temporada
- 01°) R$ 72.000 Marcelinho Carioca
- 02º) R$ 71.000 Carla Perez
- 03°) R$ 60.000 Nany People
- 04º) R$ 40.000 Cezar & Paulinho
- 05°) R$ 34.000 Leo Jaime
- 06º) R$ 32.000 Reginaldo Rossi
- 07°) R$ 20.000 Fafá de Belém
- 08º) R$ 18.000 Regis Danese
- 09º) Zero Christina Rocha, Jorge Kajuru, Latino, Paulo Ricardo e Rodriguinho